# E. J. Junior
(en) Statistiques sur pro-football-reference
Ester James Junior III (né le 8 décembre 1959 à Salisbury) est un joueur et entraineur américain de football américain. Il est l'actuel entraineur de l'équipe de football américain de l'Université Central State.

## Carrière

### Université
E. J. entre à l'université de l'Alabama, jouant avec les Crimson Tide en football américain.

### Professionnel
E. J. Junior est sélectionné au cinquième choix au premier tour du draft de la NFL de 1981 par les Cardinals de Saint-Louis au cinquième choix. Pour sa première saison en professionnel (rookie), il est désigné linebacker titulaire et fait sa première interception. En 1984, il est sélectionné pour la première fois au Pro Bowl après avoir fait 9,5 sacks et une interception. La saison suivante, il est sélectionné pour la seconde fois au Pro Bowl notamment pour avoir intercepté cinq passes en 1985. 
En 1988, les Cardinals change de siège, s'installant à Phoenix; Junior  fait encore une saison où il marque le seul touchdown de sa carrière après avoir récupéré un fumble, avant de partir pour les Dolphins de Miami où il obtient une place de titulaire la première année avant de devenir remplaçant pour deux saisons.
Il est libéré après la saison 1991, et signe avec les Buccaneers de Tampa Bay avec qui il fait deux matchs avant d'aller chez les Seahawks de Seattle où il termine sa carrière comme remplaçant.

## Entraineur
Peu de temps après avoir raccroché, Junior devient l'entraineur des linebackers des Seahawks, poste qu'il occupe le temps d'une saison. En 1996, il devient directeur du programme de développement des joueurs des Dolphins de Miami jusqu'en 1998. Cinq ans plus tard, il revient comme consultant et conseiller dans le staff des Vikings du Minnesota là aussi pour une saison avant d'être appelé aussi comme consultant en 2005 chez les Jaguars de Jacksonville. Après cela, il entraine l'équipe des Fire du Rhein, jouant en NFL Europe.
En 2005 et 2006, il entraine les linebackers pour le traditionnel East-West Shrine Game. En avril 2006, il trouve un poste d'entraineur des linebackers à l'université Southwest Baptist. Il se voit ajouté en février 2009 le poste de coordinateur défensif. Mais un mois plus tard, il est appelé à entrainer l'université Central State, prenant son premier poste comme entraineur principal (head coach).

## Statistiques
E. J. a joué treize saisons en NFL, jouant 170 matchs dont 119 comme titulaire, effectuant 36,5 sakcs, douze interceptions, un fumble et sept récupéré.

## Palmarès
- Sélectionné au Pro Bowl en 1984 et 1985
- Équipe de la saison NFL 1984